# Kreisgericht Šakiai
Das Kreisgericht Šakiai (lit. Šakių rajono apylinkės teismas, 'das Kreisgericht des Rajons Šakiai') war bis 2018 ein Apylinkės teismas (Kreisgericht) im Südwesten Litauens, Distrikt Marijampolė. Es gibt vier Richter (insgesamt 4 Richterstellen; 2009). Adresse lautet
Bažnyčios g. 6, Šakiai, LT-71120.
Das Gericht gehörte der allgemeinen Gerichtsbarkeit (Appellationsinstanz: Bezirksgericht Kaunas).

## Geschichte
Bereits in der Litauischen Sozialistischen Sowjetrepublik existierte das Kreisgericht Šakiai.
An dem Gericht gab es bis 2003 eine Gerichtsvollzieherkanzlei mit einigen Gerichtsvollziehern.

## Leitung
- Gerichtspräsident (ab 1993): Arturas Rauktys (* 1963)[4]